# Thomas Hart Benton (peintre)
Pour les articles homonymes, voir Thomas Hart Benton, Hart et Benton.
 (mars 2024).
Si vous disposez d'ouvrages ou d'articles de référence ou si vous connaissez des sites web de qualité traitant du thème abordé ici, merci de compléter l'article en donnant les références utiles à sa vérifiabilité et en les liant à la section « Notes et références ».
Thomas Hart Benton, ou Tom Benton, né le 15 avril 1889 à Neosho (Missouri) et mort le 19 janvier 1975 à Kansas City (Missouri), est un peintre, illustrateur et graveur américain, connu pour son style fluide et ses toiles représentant des scènes de la vie quotidienne du Midwest.

## Biographie
Benton est né à Neosho d'un père avocat et représentant au Congrès américain. Dans sa jeunesse, il travailla comme dessinateur pour le journal de Joplin, le Joplin American. En 1907, il entre à l'Art Institute of Chicago puis part pour Paris en 1909 afin de parfaire sa formation artistique à l'Académie Julian. À Paris, Benton rencontre d'autres artistes nord-américains tels que Samuel Halpert, Diego Rivera et Stanton Macdonald-Wright. Il revient à New York en 1913 et continue à peindre. Il partage un temps un atelier, à Manhattan, avec Ralph Barton.
Pendant la Première Guerre mondiale il sert dans l'US Navy, c'est selon lui « le travail le plus important qu'il lui ait été donné de faire de sa vie pour lui-même et en tant qu'artiste ». Ces travaux liés à la peinture influenceront par la suite son style réaliste. En 1925, il est à Paris, et croise Reginald Marsh, poursuivant son voyage jusqu'en Italie.
En 1935, il part enseigner au Kansas City Art Institute à Kansas City. Là, il peint des scènes rurales et agricoles. Le monde de l'art a souvent perçu son style folklorique, rural et réaliste comme une réponse réactionnaire au modernisme dont il s'est déclaré l'ennemi dans les années 1920.
Benton fut aussi l'un des enseignants du peintre Jackson Pollock au sein de la Art Students League de New York dans les années 1930.

## Polémiques
Thomas Hart Benton créa plusieurs polémiques à travers son art et ses prises de position.
En peignant des membres du Ku Klux Klan à la suite de la commande de l'État de l'Indiana en 1933, il crée une polémique auprès de ses commanditaires pour avoir été trop honnête dans sa description. Benton, dans son style très réaliste souhaitait souligner que dans les années 1920 le Klan était très populaire en Indiana et qu'environ 40 % des blancs natifs de la région auraient financé cette organisation raciste.
À plusieurs reprises ses peintures « réalistes » ont entraîné la critique d'observateurs qui lui reprochaient des affabulations. Critiques auxquelles Benton a dû répondre par l'exposé de ses méticuleux travaux de recherche.
En 1938, son œuvre intitulée Persephone représentant une femme nue et allongée observée par un fermier voyeur est une des raisons pour laquelle Benton perd son emploi à Kansas City. Persephone lui vaudra cependant une grande notoriété à New York où son œuvre est exposée au Diamond Horseshoe la fameuse boîte de nuit du Paramount Hotel.
Plus tard[Quand ?], il provoqua des controverses en tenant des propos homophobes, notamment à propos du monde de l'art, ainsi que pour sa relation étroite avec Harry Truman, alors qu'il était sénateur. Mais Benton a aussi utilisé son art pour montrer les maux provoqués par le fascisme et le racisme dans les années précédant la Seconde Guerre mondiale.[réf. nécessaire]

## Œuvres

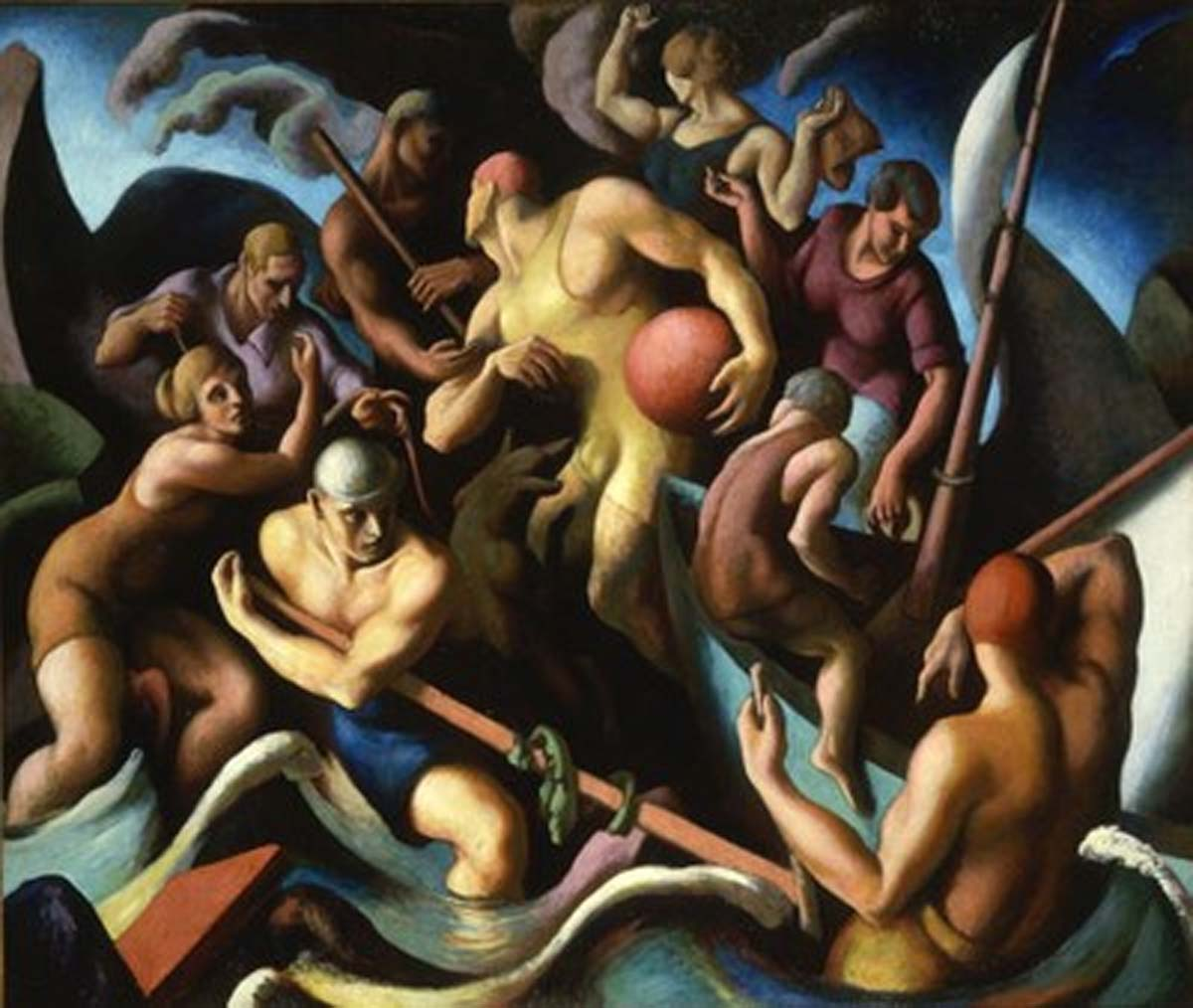
People of Chilmark, 1920, Hirshhorn Museum and Sculpture Garden, Washington
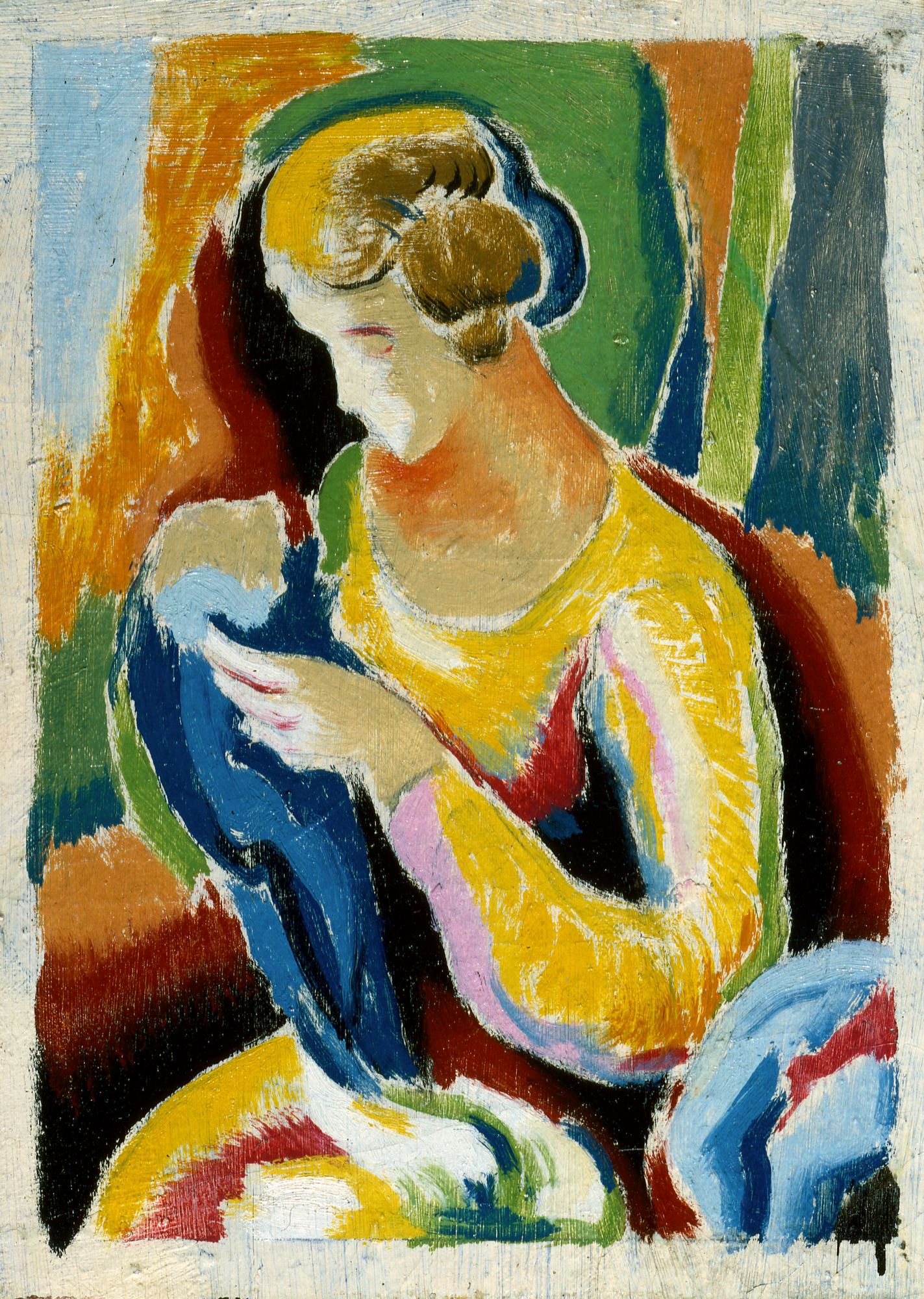
Femme vers 1915-1920 huile sur toile 30,4 × 22,8 cm Corcoran Gallery of Art
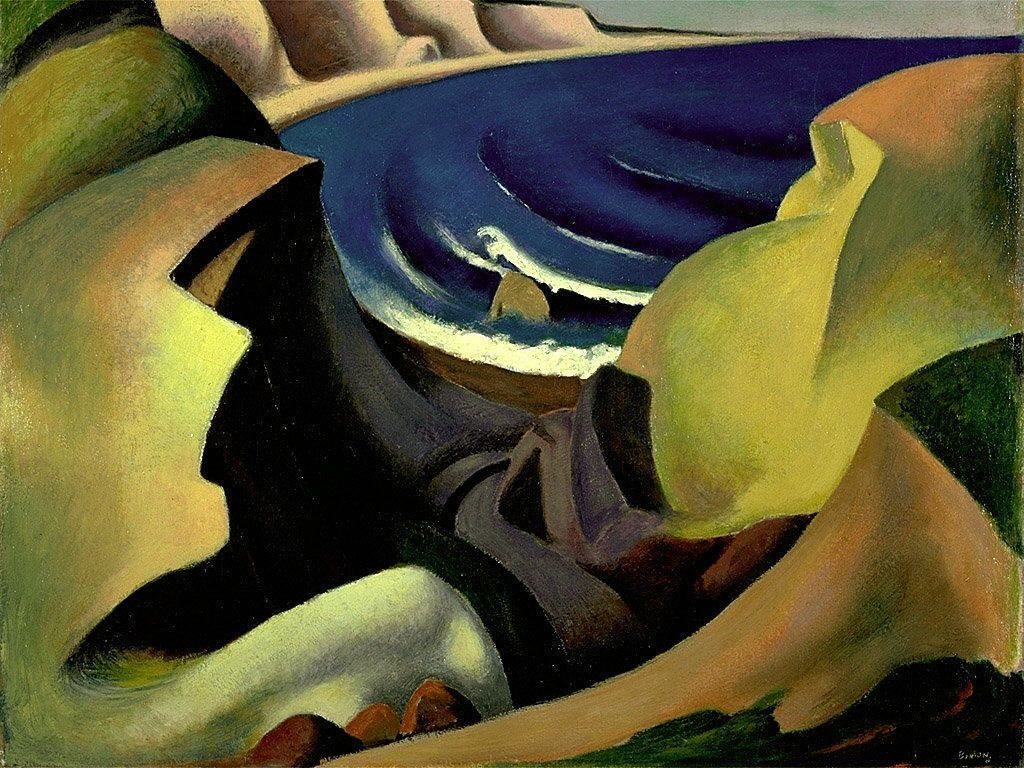
The Cliffs 1921 huile sur toile 73,7 × 87,8 cm Hirshhorn Museum and Sculpture Garden

- New York, Early Twenties, 1924
- Cotton Pickers, Georgia, 1928-29, 76,2 x 91,1 cm, Metropolitan Museum of Art, New York
- America Today, 1930-31, Metropolitan Museum of Art, New York
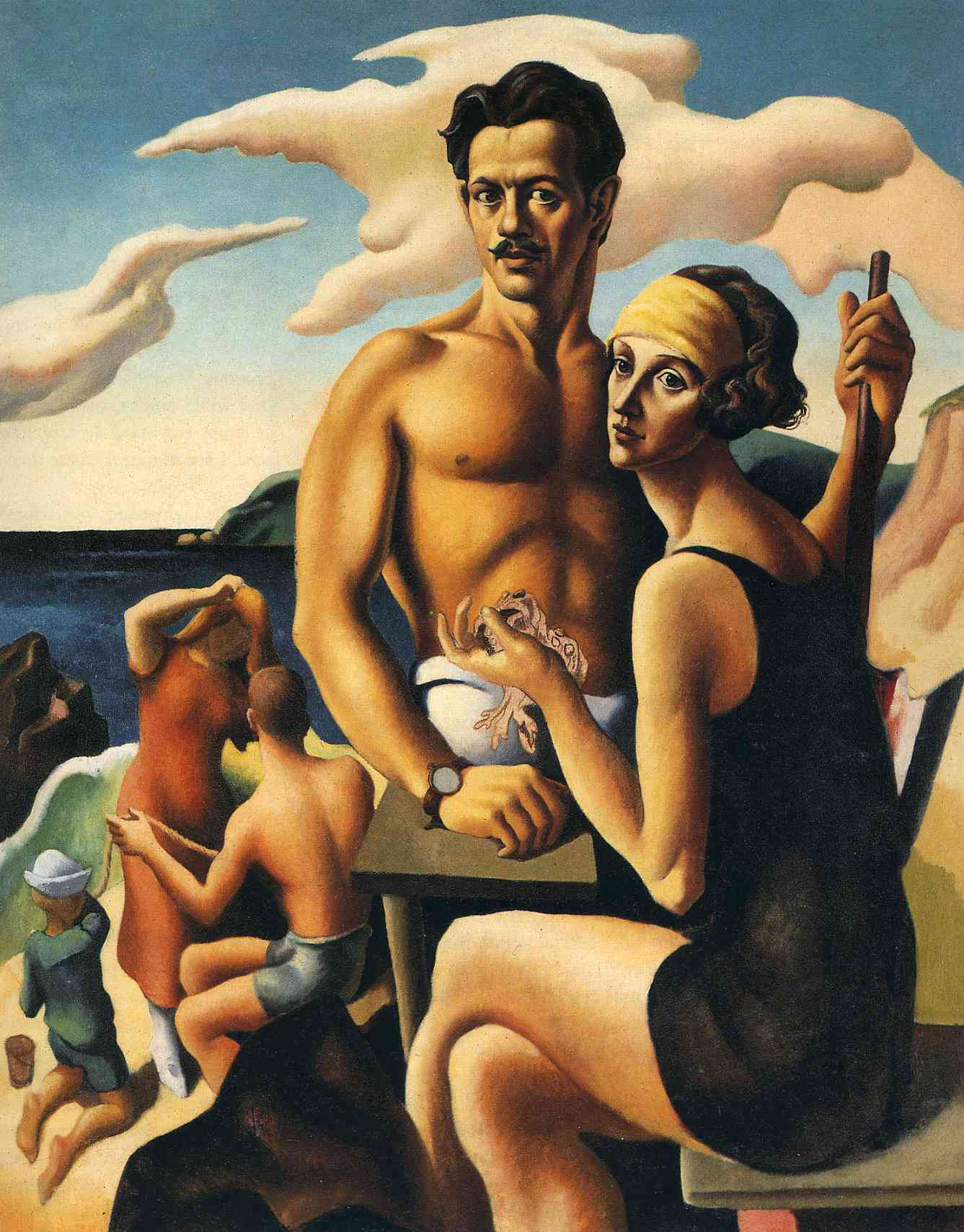
Autoportrait avec Rita, 1932, 125,6 x 101,5 cm, National Portrait Gallery, Washington
- Indiana Murals, 1933
- The Ballad of the Jealous Lover of Lone Green Valley, 1934, 104.8 x 133.4 cm
- Social History of Missouri, 1936
- Persephone, 1938-39
- July Hay, 1943, 96,5 x 68,3 cm, Metropolitan Museum of Art, New York
- Achelous and Hercules, 1947, Smithsonian American Art Museum, Washington

- People of Chilmark
1920,
huile sur toile
166,5 × 197,3 cm
 Hirshhorn Museum and Sculpture Garden
- Femme
vers 1915-1920
 huile sur toile
30,4 × 22,8 cm
	 Corcoran Gallery of Art
- The Cliffs
 1921
huile sur toile
73,7 × 87,8 cm
Hirshhorn Museum and Sculpture Garden
- Autoportrait avec Rita
1932
 huile sur toile
125,6 x 101,5 cm
 National Portrait Gallery, Washington